# Jean-Christian Spahni
Jean-Christian Spahni (Ginebra, 7 de noviembre de 1923 – ibídem, 26 de octubre de 1992) fue un paleontólogo, arqueólogo y etnólogo suizo, que desarrolló sus actividades en España, Chile, Perú y otros países de Sudamérica y Centroamérica, especializándose en los pueblos amerindios andinos.

## Biografía
Diplomado por la Escuela Superior de Comercio de Ginebra, inició su carrera laboral en 1940 como colaborador de la Agencia Central de Prisioneros de Guerra de la Cruz Roja, continuando desde 1943 con un empleo de asistente en el Instituto de Fisiología de la Universidad de Ginebra.
Con formación autodidacta, desde 1948 colaboró con diversas instituciones científicas, entre ellas el Museo de Etnografía de Ginebra, dirigido por el profesor Eugènne Pittard, realizando investigaciones sobre monumentos megalíticos de Suiza, fauna paleolítica de Austria en la Universidad de Viena (1952) y otros trabajos paleontológicos en el departamento de Geología del Museo Británico en Londres (1953).
En 1954 llegó a España como colaborador del CSIC, llevando a cabo excavaciones e investigaciones arqueológicas sobre la Prehistoria en Píñar, Gorafe, sierra Arana, Baños de Alicún (Villanueva de las Torres), y Campotéjar; estudios del cante jondo, de la cerámica popular en Granada y Almería y trabajos etnográficos en La Alpujarra.
En Chile, desde 1960, fundó y dirigió durante dos años el Museo Arqueológico de Calama; realizó excavaciones en varios cementerios primitivos; estudió el arte rupestre en la zona del río Loa, así como la cría de llamas y la cerámica tradicional de los indígenas del desierto de Atacama.
En 1964 se trasladó al Perú, dedicándose plenamente a la etnografía a partir de entonces. Recorrió diversas regiones de Sudamérica: Tierra del Fuego, Patagonia, Argentina, Bolivia, Ecuador, Colombia, Guatemala e islas del Caribe, estudiando a los pueblos incas, mayas y otras culturas indígenas, conviviendo con ellos y publicando, sobre todo a partir de 1971, libros de carácter divulgativo y documentales cinematográficos.
A partir de 1984 visitó países asiáticos como Nepal, Sri Lanka, Birmania, Tailandia, Malasia, Indonesia, Japón, Corea del Sur y Filipinas, teniendo previsto visitar China, donde esperaba poner punto final a su carrera de etnógrafo.
Falleció repentinamente en su casa de Ginebra, a causa de un cáncer sin diagnosticar.

## Obra
Se pueden distinguir dos periodos claramente diferenciados en la producción de Spahni: los artículos correspondientes a sus investigaciones arqueológicas, difundidos en publicaciones especializadas entre 1948 y 1970, y los libros de carácter divulgativo, profusamente ilustrados con fotografías tomadas por él mismo o por colaboradores, que encajan en su faceta de etnólogo. A partir de 1971, todas las publicaciones de Spahni son de carácter etnográfico, aunque ya en 1959, L'Alpujarra: Secrète Andalousie constituía un anticipo y el primer trabajo destacable entre sus obras de estas características.
Mientras que en la primera etapa, Spahni se ajustó a los cánones de la investigación científica universitaria, posteriormente prescindió del rigor académico, implicándose emocionalmente con los sujetos de sus investigaciones y concediendo extraordinaria importancia a la relación personal con los grupos humanos objeto de sus estudios, conviviendo con ellos largos periodos de tiempo. Las publicaciones de esta etapa, de difusión masiva y destinadas a cambiar la forma en que el público general percibía a los amerindios, tienen los denominadores comunes de la fascinación por la geografía local, el entusiasmo por las tribus precolombinas, la crítica de los desastres de la colonización y la apología de las arduas aunque apacibles formas de vida de los grupos indígenas en la actualidad. Spahni se proclamaba a sí mismo «el defensor de sus indios» —como había hecho años atrás con «sus andaluces»—, aunque sin dudar en calificarlos de primitivos, influenciado por los prejuicios de la época. 
Spahni actuó al margen de ambientes académicos, de los que quizá fue relegado por carecer de formación universitaria o por la sinceridad de sus opiniones. Sin embargo, la precisión y fidelidad con las que describía vida y costumbres indígenas, la amplia difusión que alcanzaron sus libros y la calidad de sus trabajos etnográficos, hacen de él un etnólogo peculiar y destacado, con perfil comparable al de antropólogos pioneros ginebrinos del siglo XIX, en el que se mezclan tanto evolucionismo como romanticismo.
Algunas publicaciones:
- L'alpujarra: Secrète Andalousie. 1959.[3]
- Les Indiens de la Cordillère des Andes. 1967.
- Itinéraire sud-américain. 1968.
- Perú. 1970.
- L'Equateur au milieu du monde. 1972.
- L'Argentina. 1976.
- L'Amérique Centrale. 1980.
- La route des épices. 1991.
- Le défi indien: histoire des peuples maya et inca. 1992.
- L'Amérique du sud (con José Marín González). 1994.

## Distinciones
En 1983 se le dedicó el II Festival de Música Tradicional de La Alpujarra, celebrado en Murtas, y el ayuntamiento de la misma localidad nombró una calle «Jean Christian Spahni» en recuerdo y homenaje a su figura.   